# 1000

1000(천, 千)은 999보다 크고 1001보다 작은 자연수다.

## 수학적 특징
- 가장 작은 네 자리 수다.
- 합성수로, 그 약수는 총 16개다. (1, 2, 4, 5, 8, 10, 20, 25, 40, 50, 100, 125, 200, 250, 500, 1000)
  - 1000의 진약수의 합은 1340이므로, 1000은 과잉수다.
  - 가장 작은 네 자리 과잉수다.
- 10번째 세제곱수(103)다. 앞의 세제곱수는 729, 다음은 1331이다.
- 10번째 이십사각수다. 앞의 이십사각수는 801, 다음은 1221이다.
- 자릿수 제곱합이 제곱수인 76번째 자연수이자, 이 성질을 지닌 가장 작은 네 자리 수다. ({\displaystyle 1^{2}+0^{2}+0^{2}+0^{2}=1^{2}}) 이 성질을 지닌 앞의 수는 962, 다음 수는 1022이다. (OEIS의 수열 A175396)
- {\displaystyle 1000=10^{2}+30^{2}=18^{2}+26^{2}}
  - 서로 다른 두 자연수의 제곱합으로 나타낼 수 있는 수다.
- {\displaystyle 57^{4}-1}은 1000으로 나누어떨어진다.

## 기타

한자 千(1000)

- 1000을 나타내는 SI 접두어는 킬로(k, kilo)다.
- 서양 문화권(미주·유럽)에서는 수의 단위가 1000을 기준으로 올라간다. 반면, 한자 문화권(동아시아)에서는 10000을 기준으로 올라간다.
- 질량에서, 1000kg은 1t이고, 1000ml는 1L이고, 1000ppb는 1ppm이다.
- 여론조사를 할 때 조사자(표본)를 1000명 정도 추출하기도 하는데, 신뢰수준 95%의 표본오차를 ±3.1%포인트 정도로 조정하기 위해서이다. 통계학적으로, 더 정확하게는 표본이 1067명 이상이면 표본오차가 ±3%포인트 이내가 된다.

## 1000 이상 2000 미만의 자연수

### 1001~1099
- 1001
  - 연속하는 세 소수(7, 11, 13)의 곱.
  - 136번째 쐐기수, 가장 작은 네 자리 쐐기수.
  - 26번째 오각수, 11번째 이십각수, 11번째 오포체수, 가장 작은 네 자리 회문수.
- 1002
  - 137번째 쐐기수.
  - 90번째 불가촉수, 가장 작은 네 자리 불가촉수.
  - 제곱 인수가 없는 가장 작은 네 자리 과잉수.
- 1003: 300번째 반소수, 가장 작은 네 자리 반소수(17×59).
- 1004: 17번째 헵타나치 수.
  - {\displaystyle 1004=14^{2}+18^{2}+22^{2}}
- 1005: 138번째 쐐기수.
- 1008: 연속하는 두 삼각수(28, 36)의 곱.
  - {\displaystyle ab\times ba}의 꼴로 나타낼 수 있는 수열의 24번째, 42번째 수. (OEIS의 수열 A061205)
- 1009: 169번째 소수, 가장 작은 네 자리 소수.
  - 피타고라스 삼조의 빗변의 길이. ({\displaystyle 1009^{2}=559^{2}+840^{2}})
  - 연속하는 두 육각수(15, 28)의 제곱합.
- 1010: 139번째 쐐기수.
  - 3부터 14까지 연속하는 자연수 12개의 제곱합.
- 1013: 170번째 소수.
  - 38번째 소피 제르맹 소수(↔ 2027), 가장 작은 네 자리 소피 제르맹 소수.
  - 23번째 중심있는 사각수.
  - 피타고라스 삼조의 빗변의 길이. ({\displaystyle 1013^{2}=45^{2}+1012^{2}})
- 1015: 140번째 쐐기수, 14번째 사각뿔수.
- 1017: 9번째 삼십각수.
- 1019: 171번째 소수, 39번째 소피 제르맹 소수(↔ 2039), 26번째 안전 소수(↔ 509).
  - 서로 다른 세 소수(3, 7, 31)의 제곱합으로 나타낼 수 있는 13번째 소수.
- 1020: 10부터 18까지 연속하는 짝수 5개의 제곱합.
- 1021: 172번째 소수, 피타고라스 삼조의 빗변의 길이. ({\displaystyle 1021^{2}=660^{2}+779^{2}})
- 1022: 141번째 쐐기수.
- 1023: 142번째 쐐기수, 10번째 메르센 수.
  - 연속하는 두 홀수(31, 33)의 곱.
- 1024 = 210 = 45 = 322
- 1027: 13번째 십오각수, 19번째 중심있는 육각수.
  - 19 이하의 모든 소수의 제곱합.[a]
- 1028: 91번째 불가촉수.
- 1030: 143번째 쐐기수.
- 1031: 173번째 소수, 40번째 슈퍼 소수, 40번째 소피 제르맹 소수(↔ 2063).
- 1033: 174번째 소수.
- 1034: 144번째 쐐기수.
- 1035: 45번째 삼각수.
- 1036: 9부터 15까지 연속하는 자연수 7개의 제곱합.
- 1038: 145번째 쐐기수.
- 1039: 175번째 소수.
- 1044: 92번째 불가촉수, 13부터 19까지 연속하는 네 홀수의 제곱합.
  - {\displaystyle 1044=12^{2}+18^{2}+24^{2}}
- 1045: 146번째 쐐기수, 19번째 팔각수.
- 1046: 93번째 불가촉수.
- 1049: 176번째 소수, 41번째 소피 제르맹 소수(↔ 2099).
- 1051: 177번째 소수, 21번째 중심있는 오각수.
- 1054: 147번째 쐐기수, 27번째 중심있는 삼각수.
- 1056: 연속하는 두 자연수(32, 33)의 곱, 처음 두 짝수(2, 4)의 5제곱합.
- 1060: 94번째 불가촉수.
  - 97 이하의 모든 소수의 합, 연속하는 두 짝수(22, 24)의 제곱합.
- 1061: 178번째 소수.
- 1063: 179번째 소수, 41번째 슈퍼 소수.
- 1065: 148번째 쐐기수, 15번째 십이각수.
- 1066: 149번째 쐐기수.
- 1068: 95번째 불가촉수, 12번째 십팔각수.
- 1069: 180번째 소수.
- 1070: 150번째 쐐기수.
  - {\displaystyle 1070=11^{2}+18^{2}+25^{2}}
- 1071: 21번째 칠각수.
- 1072: 18번째 중심있는 칠각수, 연속하는 두 홀수(7, 9)의 세제곱합.
- 1074: 151번째 쐐기수, 96번째 불가촉수.
- 1078: 97번째 불가촉수.
- 1080: 98번째 불가촉수, 27번째 오각수.
  - {\displaystyle 1080=6^{2}+12^{2}+18^{2}+24^{2}}
  - 팔각형의 모든 내각의 합.
- 1081: 46번째 삼각수.
- 1082: 반소수(2×541).
  - 서로 다른 두 소수(11, 31)의 제곱합으로 나타낼 수 있는 21번째 반소수.
- 1085: 152번째 쐐기수.
- 1086: 153번째 쐐기수.
  - {\displaystyle 1086=8^{2}+13^{2}+18^{2}+23^{2}=4^{2}+11^{2}+18^{2}+25^{2}}
- 1087: 181번째 소수, 42번째 슈퍼 소수.
- 1088: 연속하는 두 짝수(32, 34)의 곱.
- 1089 = 332
  - 18번째 구각수.
- 1090: 154번째 쐐기수.
- 1091: 182번째 소수, 연속하는 세 홀수(17, 19, 21)의 제곱합.
  - 서로 다른 세 소수(3, 11, 31)의 제곱합으로 나타낼 수 있는 14번째 소수.
- 1093: 183번째 소수.
- 1095: 평년 3년의 날짜.
- 1096: 16번째 십일각수.
- 1097: 184번째 소수.

### 1100~1199
- 1100: 8부터 15까지 연속하는 자연수 8개의 제곱합.
- 1101: 반소수(3×367).
  - {\displaystyle 1101=16^{2}+19^{2}+22^{2}}
- 1102: 156번째 쐐기수, 99번째 불가촉수.
- 1103: 185번째 소수, 42번째 소피 제르맹 소수(↔ 2207).
- 1104: 연속하는 두 구각수(24, 46)의 곱.
  - {\displaystyle 1104=10^{2}+14^{2}+18^{2}+22^{2}=2^{2}+10^{2}+18^{2}+26^{2}}
- 1105
  - 157번째 쐐기수, 17번째 십각수, 13번째 십육각수, 24번째 중심있는 사각수, 2번째 카마이클 수.
  - 피타고라스 삼조의 빗변의 길이. ({\displaystyle 1105=47^{2}+1104^{2}=264^{2}+1073^{2}=576^{2}+943^{2}=744^{2}+817^{2}})
- 1106: 158번째 쐐기수.
- 1109: 186번째 소수.
- 1111
  - 11부터 16까지 연속하는 자연수 6개의 제곱합.
  - 4자리 회문수 중 같은 숫자가 반복되는 가장 작은 수.
- 1113: 159번째 쐐기수.
- 1116: 100번째 불가촉수.
- 1117: 187번째 소수.
- 1118: 160번째 쐐기수.
- 1122: 연속하는 두 자연수(33, 34)의 곱.
- 1123: 188번째 소수.
- 1125: 14번째 아킬레스 수, 가장 작은 네 자리 아킬레스 수.
- 1128: 101번째 불가촉수, 47번째 삼각수, 8번째 이십면체수.
- 1129: 189번째 소수.
- 1130: 161번째 쐐기수.
- 1131: 162번째 쐐기수.
- 1134: 102번째 불가촉수.
  - {\displaystyle 1134=9^{2}+18^{2}+27^{2}}
- 1135:  28번째 중심있는 삼각수.
- 1140: 18번째 사면체수, 연속하는 두 이십각수(20, 57)의 곱.
- 1141: 20번째 중심있는 육각수.
- 1146: 163번째 쐐기수, 103번째 불가촉수.
- 1147: 연속하는 두 소수(31, 37)의 곱.
- 1148: 104번째 불가촉수.
- 1150: 105번째 불가촉수.
- 1151: 190번째 소수.
- 1152: 15번째 아킬레스 수.
- 1153: 191번째 소수, 43번째 슈퍼 소수, 18번째 프로트 소수({\displaystyle 1153=9\times 2^{7}+1}).
- 1154: 연속하는 두 홀수(23, 25)의 제곱합.
- 1155 = 3×5×7×11
  - 연속하는 네 소수의 곱, 연속하는 두 홀수(33, 35)의 곱.
- 1156 = 342, 22번째 중심있는 오각수, 12번째 팔면체수.
- 1158: 164번째 쐐기수.
- 1160: 106번째 불가촉수, 20번째 팔각수, 19번째 케이크 수, 가장 작은 네 자리 케이크 수.
- 1161: 101 이하의 모든 소수의 합.
- 1162: 165번째 쐐기수, 107번째 불가촉수, 28번째 오각수.
- 1163: 192번째 소수.
- 1165: 11부터 19까지 연속하는 홀수 5개의 제곱합.
- 1166: 166번째 쐐기수, 11번째 칠각뿔수.
- 1168: 108번째 불가촉수.
- 1171: 193번째 소수, 44번째 슈퍼 소수.
- 1173: 167번째 쐐기수.
- 1176: 48번째 삼각수.
- 1177: 22번째 칠각수.
- 1178: 168번째 쐐기수.
- 1180: 109번째 불가촉수.
- 1181: 194번째 소수.
- 1182: 169번째 쐐기수.
- 1183: 13번째 오각뿔수.
- 1184: 1210과 친화수.
- 1185: 170번째 쐐기수, 6부터 15까지 연속하는 자연수 10개의 제곱합.
- 1186: 110번째 불가촉수.
- 1187: 195번째 소수, 27번째 안전 소수(↔ 593).
- 1190: 연속하는 두 자연수(34, 35)의 곱.
- 1192: 111번째 불가촉수.
- 1193: 196번째 소수, 피타고라스 삼조의 빗변의 길이. ({\displaystyle 1193^{2}=832^{2}+855^{2}})
- 1194: 171번째 쐐기수.
- 1196: 5부터 8까지 연속하는 네 자연수의 세제곱합.
- 1197: 14번째 십오각수, 연속하는 세 홀수(5, 7 9)의 세제곱합.
- 1198: 19번째 중심있는 칠각수.

### 1200~1299
- 1200: 112번째 불가촉수, 12번째 이십각수.
- 1201: 197번째 소수, 45번째 슈퍼 소수, 25번째 중심있는 사각수.
  - 피타고라스 삼조의 빗변의 길이. ({\displaystyle 1201^{2}=49^{2}+1200^{2}})
- 1202: 반소수(2×601).
  - 서로 다른 두 소수(19, 29)의 제곱합으로 나타낼 수 있는 22번째 반소수.
- 1204 = {\displaystyle 7^{2}+13^{2}+19^{2}+25^{2}}
- 1207 = 17×71
  - {\displaystyle ab\times ba}의 꼴로 나타낼 수 있는 수열의 17번째, 71번째 수. (OEIS의 수열 A061205)
- 1208: 연속하는 세 짝수(18, 20, 22)의 제곱합.
- 1209: 172번째 쐐기수.
- 1210: 1184와 친화수.
- 1211: 10부터 16까지 연속하는 자연수 7개의 제곱합.
- 1212: 113번째 불가촉수.
- 1213: 198번째 소수.
- 1214 = {\displaystyle 9^{2}+14^{2}+19^{2}+24^{2}}
- 1216: 19번째 구각수, 16번째 십이각수.
- 1217: 199번째 소수, 46번째 슈퍼 소수, 19번째 프로트 소수({\displaystyle 1217=19\times 2^{6}+1}).
  - 피타고라스 삼조의 빗변의 길이. ({\displaystyle 1217^{2}=705^{2}+992^{2}})
  - 연속하는 두 개의 중심있는 오각수(16, 31)의 제곱합.
- 1219: 29번째 중심있는 삼각수.
- 1221: 회문수, 173번째 쐐기수, 11번째 이십사각수.
- 1222: 174번째 쐐기수, 114번째 불가촉수, 12번째 육각뿔수.
- 1223: 200번째 소수, 43번째 소피 제르맹 소수(↔ 2447).
- 1224: 연속하는 두 짝수(34, 36)의 곱.
- 1225 = 352, 49번째 삼각수.
- 1226: 4부터 15까지 연속하는 자연수 12개의 제곱합.
- 1229: 201번째 소수, 44번째 소피 제르맹 소수(↔ 2459).
- 1231: 202번째 소수.
- 1232 = {\displaystyle 16^{2}+20^{2}=24^{2}}
- 1233: 연속하는 두 십이각수(12, 33)의 제곱합.
- 1235: 175번째 쐐기수.
- 1236: 115번째 불가촉수.
- 1237: 203번째 소수.
- 1239: 176번째 쐐기수.
- 1240: 15번째 사각뿔수.
- 1241: 17번째 십일각수.
  - 연속하는 두 자연수(8, 9)의 세제곱합.
  - 피타고라스 삼조의 빗변의 길이. ({\displaystyle 1241^{2}=280^{2}+1209^{2}=441^{2}+1160^{2}})
- 1242: 18번째 십각수.
- 1245: 177번째 쐐기수.
- 1246: 178번째 쐐기수, 116번째 불가촉수.
- 1247: 29번째 오각수.
- 1248: 117번째 불가촉수.
- 1249: 204번째 소수.
- 1250 = {\displaystyle {\frac {1}{8}}\times 10^{4}} = {\displaystyle 15^{2}+20^{2}+25^{2}}
- 1252: 연속하는 두 짝수(24, 26)의 제곱합.
- 1254: 118번째 불가촉수.
- 1256: 119번째 불가촉수.
- 1258: 179번째 쐐기수, 120번째 불가촉수.
- 1259: 205번째 소수.
  - 서로 다른 세 소수(3, 17, 31)의 제곱합으로 나타낼 수 있는 15번째 소수.
- 1260: 16번째 고도 합성수.
  - 연속하는 두 자연수(35, 36)의 곱, 4부터 8까지 연속하는 자연수 5개의 세제곱합.
  - 구각형의 모든 내각의 합.
- 1261: 13번째 십팔각수, 21번째 중심있는 육각수.
  - 피타고라스 삼조의 빗변의 길이. ({\displaystyle 1261^{2}=420^{2}+1189^{2}=539^{2}+1140^{2}})
- 1264: 103 이하의 모든 소수의 합.
- 1265: 180번째 쐐기수.
- 1266: 181번째 쐐기수, 121번째 불가촉수, 23번째 중심있는 오각수.
- 1270: 182번째 쐐기수, 10번째 삼십각수.
- 1272: 122번째 불가촉수.
- 1275: 50번째 삼각수.
- 1277: 206번째 소수.
- 1279: 207번째 소수, 12부터 17까지 연속하는 자연수 6개의 제곱합.
- 1280 = {\displaystyle 16^{2}+32^{2}}
- 1281: 183번째 쐐기수, 21번째 팔각수.
- 1283: 208번째 소수, 28번째 안전 소수(↔ 641).
- 1287: 연속하는 세 홀수(9, 11, 13)의 곱, 3부터 8까지 연속하는 자연수 6개의 세제곱합.
- 1288: 123번째 불가촉수, 23번째 칠각수, 14번째 십육각수.
- 1289: 209번째 소수, 45번째 소피 제르맹 소수(↔ 2579).
- 1291: 210번째 소수.
- 1292: 9부터 16까지 연속하는 자연수 8개의 제곱합.
- 1295: 184번째 쐐기수, 연속하는 두 홀수(35, 37)의 곱
- 1296 = 64 = 362, 124번째 불가촉수.
- 1297: 211번째 소수, 47번째 슈퍼 소수.
- 1298: 185번째 쐐기수.
- 1299: 연속하는 세 자연수(2, 3, 4)의 5제곱합.

### 1300~1399
- 1300 = 25×52
  - {\displaystyle ab\times ba}의 꼴로 나타낼 수 있는 수열의 25번째, 52번째 수. (OEIS의 수열 A061205)
  - 4 이하의 모든 자연수의 5제곱합.
- 1301: 212번째 소수, 26번째 중심있는 사각수.
- 1303: 213번째 소수.
- 1306: 30번째 중심있는 삼각수.
- 1307: 214번째 소수.
- 1309: 186번째 쐐기수.
- 1310: 187번째 쐐기수.
- 1311: 188번째 쐐기수.
- 1312: 125번째 불가촉수.
- 1314: 126번째 불가촉수.
- 1316: 127번째 불가촉수.
- 1318: 128번째 불가촉수.
- 1319: 215번째 소수.
- 1320: 연속하는 세 자연수(10, 11, 12)의 곱, 연속하는 세 오각수(5, 12, 22)의 곱.
- 1321: 216번째 소수.
- 1322: 반소수(2×661).
  - {\displaystyle 1322=19^{2}+31^{2}}

서로 다른 두 소수의 제곱합으로 나타낼 수 있는 23번째 반소수, 연속하는 두 개의 중심있는 삼각수의 제곱합.
- 1323: 16번째 아킬레스 수.
- 1326: 129번째 불가촉수, 51번째 삼각수.
- 1327: 217번째 소수.
- 1330: 19번째 사면체수.
- 1331 = 113
  - 회문수, 20번째 중심있는 칠각수.
  - 연속하는 세 홀수(19, 21, 23)의 제곱합.
- 1332: 130번째 불가촉수, 연속하는 두 자연수(36, 37)의 곱.
- 1334: 189번째 쐐기수.
- 1335: 190번째 쐐기수, 30번째 오각수.
- 1338: 191번째 쐐기수.
- 1342: 192번째 쐐기수, 131번째 불가촉수.
- 1344 = {\displaystyle 8^{2}+16^{2}+32^{2}}
- 1346: 132번째 불가촉수.
- 1348: 133번째 불가촉수.
- 1350: 20번째 구각수.
  - {\displaystyle 1350=10^{2}+15^{2}+20^{2}+25^{2}}
- 1351: 20번째 케이크 수.
- 1352: 17번째 아킬레스 수.
- 1353: 193번째 쐐기수.
- 1354: 연속하는 두 홀수(25, 27)의 제곱합.
- 1358: 194번째 쐐기수.
- 1360: 134번째 불가촉수.
  - {\displaystyle 1360=4^{2}+8^{2}+16^{2}+32^{2}}
- 1361: 218번째 소수.
- 1362: 195번째 쐐기수.
- 1364: 15번째 뤼카 수, 가장 작은 네 자리 뤼카 수.
  - {\displaystyle 1364=2^{2}+4^{2}+8^{2}+16^{2}+32^{2}}
- 1365: 12번째 오포체수.
- 1367: 219번째 소수.
- 1368: 연속하는 두 짝수(36, 38)의 곱.
- 1369 = 372
- 1370: 196번째 쐐기수, 6번째 섹시 소수쌍(23, 29)의 제곱합.
- 1371: 107 이하의 모든 소수의 합.
- 1372: 18번째 아킬레스 수.
- 1373: 220번째 소수.
- 1374: 197번째 쐐기수.
- 1377: 17번째 십이각수.
- 1378: 198번째 쐐기수, 52번째 삼각수.
- 1380: 135번째 불가촉수, 15번째 십오각수.
- 1381: 221번째 소수, 24번째 중심있는 오각수.
- 1387: 19번째 십각수, 22번째 중심있는 육각수.
- 1388: 136번째 불가촉수.
- 1390: 199번째 쐐기수.
- 1394: 200번째 쐐기수.
- 1395: 18번째 십일각수.
- 1396: 31번째 중심있는 삼각수.
- 1398: 201번째 쐐기수, 137번째 불가촉수.
- 1399: 222번째 소수.

### 1400~1499
- 1400: 11부터 17까지 연속하는 자연수 7개의 제곱합.
  - {\displaystyle 1400=10^{2}+20^{2}+30^{2}}
- 1404: 138번째 불가촉수, 24번째 칠각수.
  - 연속하는 두 십각수(27, 52)의 곱.
- 1405: 27번째 중심있는 사각수.
  - 7부터 16까지 연속하는 자연수 10개의 제곱합.
- 1406: 202번째 쐐기수, 139번째 불가촉수.
  - 연속하는 두 자연수(37, 38)의 곱.
- 1407: 203번째 쐐기수.
- 1408: 22번째 팔각수.
- 1409: 223번째 소수, 48번째 슈퍼 소수, 46번째 소피 제르맹 소수(↔ 2819), 20번째 프로트 소수({\displaystyle 1409=11\times 2^{7}+1}).
  - 피타고라스 삼조의 빗변의 길이. ({\displaystyle 1409^{2}=159^{2}+1400^{2}})
- 1414: 2×7×101, 204번째 쐐기수.
- 1417: 13번째 이십각수.
- 1418: 반소수(2×709), 140번째 불가촉수.
  - 서로 다른 두 소수(7, 37)의 제곱합으로 나타낼 수 있는 24번째 반소수.
- 1419: 205번째 쐐기수, 2번째 차이젤 수, 가장 작은 네 자리 차이젤 수.
- 1420: 141번째 불가촉수.
- 1421 = {\displaystyle 14^{2}+21^{2}+28^{2}}
- 1422: 142번째 불가촉수.
- 1423: 224번째 소수.
- 1426: 206번째 쐐기수, 31번째 오각수.
- 1427: 225번째 소수.
  - 서로 다른 세 소수(3, 7, 37)의 제곱합으로 나타낼 수 있는 16번째 소수.
- 1429: 226번째 소수.
- 1430: 8번째 카탈랑 수.
- 1431: 53번째 삼각수.
- 1433: 227번째 소수, 49번째 슈퍼 소수.
- 1434: 207번째 쐐기수.
- 1435: 208번째 쐐기수, 세계 철도의 표준궤 규격에 해당하는 mm 수.
- 1438: 143번째 불가촉수.
- 1439: 228번째 소수, 47번째 소피 제르맹 소수(↔ 2879), 32번째 안전 소수(↔ 719).
- 1440: 십각형의 모든 내각의 합.
- 1441: 회문수.
- 1442: 209번째 쐐기수.
- 1443: 210번째 쐐기수, 연속하는 두 홀수(37, 39)의 곱.
- 1444 = 382
- 1446: 211번째 쐐기수.
- 1447: 229번째 소수, 50번째 슈퍼 소수.
- 1450: 연속하는 세 삼각수(15, 21, 28)의 제곱합.
- 1451: 230번째 소수, 48번째 소피 제르맹 소수(↔ 2903).
- 1453: 231번째 소수.
- 1455: 212번째 쐐기수.
- 1458 = 18×81
  - {\displaystyle ab\times ba}의 꼴로 나타낼 수 있는 수열의 18번째, 81번째 수. (OEIS의 수열 A061205)
  - 각 자릿수의 합과 그것을 뒤집은 수를 곱하면 자기 자신이 나오는 수.

({\displaystyle 1+4+5+8=18}) → ({\displaystyle 18\times 81=1458})
- 1459: 232번째 소수, 13부터 18까지 연속하는 자연수 6개의 제곱합.
- 1460: 평년 4년의 날짜.
  - 연속하는 두 짝수(26, 28)의 제곱합, 연속하는 세 짝수(20, 22, 24)의 제곱합.
- 1462: 213번째 쐐기수.
  - {\displaystyle ab\times ba}의 꼴로 나타낼 수 있는 수열의 34번째, 43번째 수. (OEIS의 수열 A061205)
- 1463: 214번째 쐐기수.
- 1464: 12번째 이십사각수.
- 1466: 5부터 16까지 연속하는 자연수 12개의 제곱합.
- 1469: 13번째 팔면체수.
- 1470: 14번째 십팔각수, 14번째 오각뿔수.
- 1471: 233번째 소수, 51번째 슈퍼 소수, 21번째 중심있는 칠각수.
- 1474: 215번째 쐐기수.
- 1476: 144번째 불가촉수.
  - {\displaystyle 1476=9^{2}+15^{2}+21^{2}+27^{2}}
- 1479: 216번째 쐐기수.
- 1480: 109 이하의 모든 소수의 합.
- 1481: 234번째 소수, 49번째 소피 제르맹 소수(↔ 2963).
- 1482: 연속하는 두 자연수(38, 39)의 곱.
- 1483: 235번째 소수.
- 1485: 54번째 삼각수, 15번째 십육각수.
- 1487: 236번째 소수, 33번째 안전 소수(↔ 743).
- 1489: 237번째 소수, 32번째 중심있는 삼각수.
- 1490: 217번째 쐐기수, 15번째 테트라나치 수.
- 1491: 218번째 쐐기수, 21번째 구각수.
- 1493: 238번째 소수.
- 1495: 219번째 쐐기수.
- 1496: 16번째 사각뿔수.
- 1498: 220번째 쐐기수.
- 1499: 239번째 소수, 52번째 슈퍼 소수, 50번째 소피 제르맹 소수(↔ 2999).
  - 서로 다른 세 소수(3, 11, 37)의 제곱합으로 나타낼 수 있는 17번째 소수.

### 1500~1599
- 1500: 10부터 17까지 연속하는 자연수 8개의 제곱합.
- 1501: 25번째 중심있는 오각수.
- 1502 = 2×751
- 1503 = 32×167
- 1504 = 25×47
- 1505: 221번째 쐐기수.
- 1506: 222번째 쐐기수.
- 1507 = 11×137
- 1508: 12번째 칠각뿔수.
- 1509 = 3×503
- 1510: 223번째 쐐기수.
- 1511: 240번째 소수, 51번째 소피 제르맹 소수(↔ 3023).
- 1512 = 23×33×7
- 1513: 28번째 중심있는 사각수.
- 1514 = 2×757
- 1515: 224번째 쐐기수.
- 1516 = 22×379
- 1517: 연속하는 두 소수(37, 41)의 곱.
- 1518 = 2×3×11×23
- 1519: 23번째 중심있는 육각수.
- 1520: 32번째 오각수, 연속하는 두 짝수(38, 40)의 곱.
- 1521 = 32×132 = 392
- 1522 = 2×761
- 1523: 241번째 소수, 53번째 슈퍼 소수, 34번째 안전 소수(↔ 761).
- 1524 = 22×3×127
- 1525: 25번째 칠각수.
- 1526: 225번째 쐐기수.
- 1527 = 3×509
- 1528 = 23×191
- 1529: 446번째 반소수.
  - 연속하는 세 칠각수(7, 18, 34)의 제곱합.
- 1530 = 2×32×5×17
- 1531: 242번째 소수.
- 1532 = 22×383
- 1533: 226번째 쐐기수.
- 1534: 227번째 쐐기수.
- 1535 = 5×307
- 1536 = 29×3
- 1537 = 29×53
- 1538 = 2×769
  - 서로 다른 두 소수(13, 37)의 제곱합으로 나타낼 수 있는 25번째 반소수.
- 1539 = 34×19
- 1540 = 22×5×7×11
  - 55번째 삼각수, 20번째 십각수, 20번째 사면체수.
- 1541: 23번째 팔각수.
- 1542: 228번째 쐐기수.
- 1543: 243번째 소수.
- 1544 = 23×193
- 1545: 229번째 쐐기수.
- 1546 = 2×773
- 1547: 230번째 쐐기수, 13번째 육각뿔수.
- 1548: 18번째 십이각수.
- 1549: 244번째 소수.
- 1550 = 2×52×31
- 1551 = 3×11×47
  - 231번째 쐐기수, 11번째 삼십각수, 회문수.
- 1552: 3부터 23까지 연속하는 소수 8개의 제곱합.
- 1553: 245번째 소수.
- 1554 = 2×3×7×37
- 1555 = 5×311
- 1556: 23 이하의 모든 소수의 제곱합.
- 1557 = 32×173
- 1558: 232번째 쐐기수, 19번째 십일각수.
- 1559: 246번째 소수, 52번째 소피 제르맹 소수(↔ 3119).
- 1560: 연속하는 두 자연수(39, 40)의 곱.
- 1561 = 7×223
- 1562: 233번째 쐐기수, 21번째 케이크 수.
- 1563 = 3×521
- 1564 = 22×17×23
- 1565 = 5×313
- 1566 = 2×33×29
- 1567: 247번째 소수.
- 1568: 19번째 아킬레스 수.
- 1569 = 3×523
- 1570: 234번째 쐐기수.
  - 연속하는 두 홀수(27, 29)의 제곱합.
- 1571: 248번째 소수.
- 1572 = 22×3×131
- 1573 = 112×13
  - {\displaystyle 1573=22^{2}+33^{2}}
- 1574 = 2×787
- 1575 = 32×52×7
  - 945에 이은 2번째 홀수 과잉수(진약수의 합: 1649), 가장 작은 네 자리 홀수 과잉수.
- 1576: 16번째 십오각수.
- 1577 = 19×83
- 1578: 235번째 쐐기수.
- 1579: 249번째 소수.
- 1580 = 22×5×79
- 1581: 236번째 쐐기수.
- 1582: 237번째 쐐기수.
- 1583: 250번째 소수, 53번째 소피 제르맹 소수(↔ 3167).
- 1584 = 24×32×11
- 1585: 33번째 중심있는 삼각수.
- 1586: 238번째 쐐기수.
- 1587 = 3×232
- 1588 = 22×397
- 1589 = 7×227
- 1590 = 2×3×5×23
- 1591 = 37×43
- 1592 = 23×119
- 1593: 113 이하의 모든 소수의 합.
- 1594 = 2×797
- 1595: 239번째 쐐기수.
  - 연속하는 세 홀수(21, 23, 25)의 제곱합.
- 1596: 56번째 삼각수.
- 1597: 251번째 소수, 54번째 슈퍼 소수, 17번째 피보나치 수.
- 1598: 240번째 쐐기수.
- 1599: 241번째 쐐기수.
  - 연속하는 두 홀수(39, 41)의 곱.

### 1600~1699
- 1600 = 402
- 1601: 252번째 소수.
  - 54번째 소피 제르맹 소수(↔ 3203), 21번째 프로트 소수({\displaystyle 25\times 2^{6}+1}).
  - 피타고라스 삼조의 빗변의 길이. ({\displaystyle 1601^{2}=80^{2}+1599^{2}})
- 1603: 12부터 18까지 연속하는 자연수 7개의 제곱합.
- 1605: 242번째 쐐기수.
- 1606: 243번째 쐐기수.
- 1607: 253번째 소수.
- 1609: 254번째 소수.
- 1613: 255번째 소수.
  - 피타고라스 삼조의 빗변의 길이. ({\displaystyle 1613^{2}=988^{2}+1275^{2}})
- 1614: 244번째 쐐기수.
- 1615: 245번째 쐐기수.
- 1617: 33번째 오각수.
- 1618: 22번째 중심있는 칠각수.
- 1619: 256번째 소수, 35번째 안전 소수(↔ 809).
- 1620: 연속하는 두 삼각수(36, 45)의 곱.
- 1621: 257번째 소수, 55번째 슈퍼 소수.
- 1625: 29번째 중심있는 사각수.
- 1626: 246번째 쐐기수, 26번째 중심있는 오각수.
- 1627: 258번째 소수.
- 1629: 9번째 이십면체수.
- 1630: 247번째 쐐기수.
- 1634: 248번째 쐐기수.
  - 각 자릿수의 네제곱합. ({\displaystyle 1^{4}+6^{4}+3^{4}+4^{4}=1+1296+81+256=1634})
- 1635: 249번째 쐐기수.
- 1637: 259번째 소수.
- 1639: 22번째 구각수.
- 1640: 연속하는 두 자연수(40, 41)의 곱.
- 1645: 250번째 쐐기수.
  - 8부터 17까지 연속하는 자연수 10개의 제곱합.
- 1650: 연속하는 두 사각뿔수(30, 55)의 곱.
- 1651: 14부터 19까지 연속하는 자연수 6개의 제곱합.
- 1652: 14번째 이십각수.
- 1653: 251번째 쐐기수, 57번째 삼각수.
- 1657: 260번째 소수, 24번째 중심있는 육각수.
- 1658: 반소수(2×829).
  - 서로 다른 두 소수(17, 37)의 제곱합으로 나타낼 수 있는 26번째 반소수.
- 1659: 252번째 쐐기수.
- 1661: 회문수.
- 1662: 253번째 쐐기수.
- 1663: 261번째 소수.
- 1667: 262번째 소수.
  - 서로 다른 세 소수(3, 17, 37)의 제곱합으로 나타낼 수 있는 18번째 소수.
- 1669: 263번째 소수, 56번째 슈퍼 소수.
- 1670: 254번째 쐐기수.
- 1674: 연속하는 두 소수(7, 11)의 세제곱합.
- 1677: 255번째 쐐기수.
- 1680: 17번째 고도 합성수, 24번째 팔각수.
  - 연속하는 두 짝수(40, 42)의 곱, 연속하는 세 짝수(10, 12, 14)의 곱.
  - 5부터 8까지 연속하는 네 자연수의 곱.
- 1681 = 412
- 1684: 34번째 중심있는 삼각수.
  - 연속하는 두 짝수 28, 30의 제곱합.
- 1685: 반소수(5×337).
  - 서로 다른 두 소수(2, 41)의 제곱합으로 나타낼 수 있는 27번째 반소수.
- 1686: 256번째 쐐기수.
- 1693: 264번째 소수.
- 1695: 257번째 쐐기수, 15번째 십팔각수.
- 1696: 16번째 십육각수.
- 1697: 265번째 소수.
- 1698: 258번째 쐐기수.
- 1699: 266번째 소수.

### 1700~1799
- 1701: 21번째 십각수.
- 1702: 259번째 쐐기수.
- 1705: 260번째 쐐기수, 15번째 트리보나치 수.
- 1706: 반소수(2×853).
  - 서로 다른 두 소수(5, 41)의 제곱합으로 나타낼 수 있는 28번째 반소수.
- 1709: 267번째 소수, 연속하는 두 오각수(22, 35)의 제곱합.
- 1711: 58번째 삼각수.
- 1716: 연속하는 세 자연수(11, 12, 13)의 곱.
- 1717: 34번째 오각수.
- 1720: 127 이하의 모든 소수의 합.
- 1721: 268번째 소수.
- 1722: 연속하는 두 자연수(41, 42)의 곱.
- 1723: 269번째 소수, 57번째 슈퍼 소수.
- 1724: 11부터 18까지 연속하는 자연수 8개의 제곱합.
- 1728 = 123
  - 연속하는 세 짝수(6, 8, 10)의 세제곱합.
- 1729 = 19×91
  - {\displaystyle ab\times ba}의 꼴로 나타낼 수 있는 수열의 19번째, 91번째 수. (OEIS의 수열 A061205)
  - 261번째 쐐기수, 19번째 십이각수, 13번째 이십사각수, 3번째 카마이클 수, 3번째 차이젤 수, 하디-라마누잔 수.
  - 연속하는 두 자연수(9, 10)의 세제곱합.
- 1730: 262번째 쐐기수, 20번째 십일각수.
  - 연속하는 두 개의 중심있는 육각수(19, 37)의 제곱합, 6부터 17까지 연속하는 자연수 12개의 제곱합.
- 1733: 270번째 소수, 55번째 소피 제르맹 소수(↔ 3467).
- 1736: 연속하는 세 짝수(22, 24, 26)의 제곱합.
- 1738: 263번째 쐐기수.
- 1740: 연속하는 두 십일각수(30, 58)의 곱.
- 1741: 271번째 소수, 58번째 슈퍼 소수, 30번째 중심있는 사각수.
- 1742: 264번째 쐐기수.
- 1743: 265번째 쐐기수.
- 1747: 272번째 소수.
- 1749: 266번째 쐐기수.
- 1753: 273번째 소수.
- 1756: 27번째 중심있는 오각수.
- 1758: 267번째 쐐기수.
- 1759: 274번째 소수.
- 1760: 영미 단위계의 1 마일에 해당하는 야드 수.
- 1763: 연속하는 두 소수의 곱.
- 1764 = 422
- 1767: 268번째 쐐기수.
- 1770: 59번째 삼각수.
- 1771: 회문수, 269번째 쐐기수, 21번째 사면체수.
- 1772: 23번째 중심있는 칠각수.
- 1777: 275번째 소수.
- 1778: 270번째 쐐기수.
- 1782: 27번째 칠각수.
- 1783: 276번째 소수.
- 1784: 2부터 17까지 연속하는 자연수 16개의 제곱합.
- 1785: 17번째 십오각수, 17번째 사각뿔수.
  - 연속하는 두 오각수(35, 51)의 곱.
- 1786: 271번째 쐐기수, 35번째 중심있는 삼각수.
- 1787: 277번째 소수, 59번째 슈퍼 소수.
- 1789: 278번째 소수.
- 1790: 272번째 쐐기수.
- 1793: 16번째 펜타나치 수.
- 1794: 23번째 구각수, 22번째 케이크 수.
- 1798: 273번째 쐐기수.

### 1800~1899
- 1800: 20번째 아킬레스 수, 15번째 오각뿔수.
  - 6부터 9까지 연속하는 네 자연수의 세제곱합.
- 1801: 279번째 소수, 25번째 중심있는 육각수.
- 1802: 274번째 쐐기수.
  - 연속하는 두 홀수 및 소수(29, 31)의 제곱합.
- 1806: 연속하는 두 자연수(42, 43)의 곱.
- 1810: 275번째 쐐기수.
- 1811: 280번째 소수, 56번째 소피 제르맹 소수(↔ 3623).
  - 서로 다른 세 소수(3, 11, 41)의 제곱합으로 나타낼 수 있는 19번째 소수.
- 1820: 35번째 오각수, 13번째 오포체수.
  - 13부터 19까지 연속하는 자연수 7개의 제곱합.
- 1823: 281번째 소수, 60번째 슈퍼 소수, 36번째 안전 소수(↔ 911).
- 1825: 25번째 팔각수, 평년 5년의 날짜.
- 1826: 276번째 쐐기수.
  - 3부터 11까지 연속하는 네 소수의 세제곱합.
- 1830: 60번째 삼각수.
- 1831: 282번째 소수.
- 1833: 277번째 쐐기수.
- 1834: 278번째 쐐기수, 14번째 팔면체수.
- 1842: 279번째 쐐기수.
- 1846: 280번째 쐐기수.
- 1847: 283번째 소수, 61번째 슈퍼 소수.
- 1848: 연속하는 두 짝수(42, 44)의 곱.
- 1849 = 432
- 1851: 131 이하의 모든 소수의 합.
- 1853: 반소수(17×109).
  - 서로 다른 두 소수(2, 43)의 제곱합으로 나타낼 수 있는 29번째 반소수.
- 1855 = 35×53
  - {\displaystyle ab\times ba}의 꼴로 나타낼 수 있는 수열의 35번째, 53번째 수. (OEIS의 수열 A061205)
  - 281번째 쐐기수.
  - 15부터 20까지 연속하는 자연수 6개의 제곱합.
- 1856 = {\displaystyle 16^{2}+24^{2}+32^{2}}
- 1858: 반소수(2×929).
  - 서로 다른 두 소수(3, 43)의 제곱합으로 나타낼 수 있는 30번째 반소수.
- 1860: 12번째 삼십각수.
- 1861: 284번째 소수, 31번째 중심있는 사각수.
- 1866: 282번째 쐐기수.
- 1867: 285번째 소수.
- 1869: 283번째 쐐기수.
- 1870: 22번째 십각수.
  - 연속하는 두 칠각수(34, 55)의 곱.
- 1871: 286번째 소수.
- 1873: 287번째 소수.
- 1874: 반소수(2×937).
  - 서로 다른 두 소수(5, 43)의 제곱합으로 나타낼 수 있는 31번째 반소수.
- 1875 = {\displaystyle {\frac {3}{16}}\times 10^{4}}
- 1877 = 288번째 소수.
- 1878: 284번째 쐐기수.
- 1879: 289번째 소수.
- 1881: 회문수.
- 1883: 연속하는 세 홀수(23, 25, 27)의 제곱합.
- 1885: 285번째 쐐기수, 4번째 차이젤 수.
- 1886: 286번째 쐐기수.
- 1887: 287번째 쐐기수.
- 1889: 290번째 소수, 57번째 소피 제르맹 소수(↔ 3779).
- 1891: 61번째 삼각수, 36번째 중심있는 삼각수, 28번째 중심있는 오각수.
- 1892: 연속하는 두 자연수(43, 44)의 곱.
- 1898: 288번째 쐐기수.

### 1900~1999
- 1901: 291번째 소수, 58번째 소피 제르맹 소수(↔ 3803).
- 1905: 15번째 이십각수.
  - 9부터 18까지 연속하는 자연수 10개의 제곱합.
- 1907: 292번째 소수, 37번째 안전 소수(↔ 953).
  - 서로 다른 세 소수(3, 7, 43)의 제곱합으로 나타낼 수 있는 20번째 소수.
- 1911: 21번째 십일각수, 13번째 칠각뿔수.
- 1913: 293번째 소수, 62번째 슈퍼 소수.
- 1918: 28번째 칠각수.
- 1920: 20번째 십이각수, 4부터 10까지 연속하는 네 짝수의 곱.
- 1921: 17번째 십육각수, 연속하는 두 자연수(5, 6)의 네제곱합.
- 1924: 연속하는 두 짝수(30, 32)의 제곱합.
- 1925: 14번째 육각뿔수.
  - 5부터 9까지 연속하는 자연수 5개의 세제곱합.
  - {\displaystyle 1925=20^{2}+25^{2}+30^{2}}
- 1926: 36번째 오각수.
- 1931: 294번째 소수, 59번째 소피 제르맹 소수(↔ 3863).
- 1933: 295번째 소수, 24번째 중심있는 칠각수.
- 1935: 연속하는 두 홀수(43, 45)의 곱
- 1936 = 442
  - 16번째 헥사나치 수, 16번째 십팔각수.
- 1944 = 27×72
  - {\displaystyle ab\times ba}의 꼴로 나타낼 수 있는 수열의 27번째, 72번째 수. (OEIS의 수열 A061205)
  - 21번째 아킬레스 수.
- 1945: 피타고라스 삼조의 빗변의 길이. ({\displaystyle 1945^{2}=264^{2}+1927^{2}=793^{2}+1776^{2}})
- 1949: 296번째 소수.
- 1951: 297번째 소수, 26번째 중심있는 육각수.
- 1953: 62번째 삼각수.
- 1956: 24번째 구각수.
- 1964: 12부터 19까지 연속하는 자연수 8개의 제곱합.
- 1973: 298번째 소수, 60번째 소피 제르맹 소수(↔ 3947).
- 1976: 26번째 팔각수.
- 1979: 299번째 소수.
  - 서로 다른 세 소수(3, 11, 43)의 제곱합으로 나타낼 수 있는 21번째 소수.
- 1980: 연속하는 두 자연수(44, 45)의 곱.
- 1985: 32번째 중심있는 사각수.
- 1987: 300번째 소수.
- 1988: 137 이하의 모든 소수의 합.
- 1991: 회문수.
- 1993: 301번째 소수.
- 1997: 302번째 소수.
- 1999: 303번째 소수, 37번째 중심있는 삼각수.